# Седлецкий, Владимир Иванович
Владимир Иванович Седлецкий (род. 24 февраля 1937 года) — советский и российский геолог, доктор геолого-минералогических наук, профессор, декан геолого-географического факультета Ростовского государственного университета (1948—1951), заместитель председателя Северо-Кавказского научного центра высшей школы, академик РАЕН (1991).

## Биография
Родился 24 февраля 1937 года[где?].
Работал в Туркмении и Средней Азии.
В 1970 году защитил докторскую диссертацию по теме «Мезозойские соляные отложения юга Средней Азии».
Профессор кафедры минералогии и петрографии Ростовского государственного университета.
В 1948—1951 годах — декан геолого-географического факультета РГУ.
В 1980-е годы — Заместитель председателя Северо-Кавказского научного центра высшей школы, Ростов-на-Дону.
Выдвигался в члены-корреспонденты АН СССР по специальности минералогия и геохимия.
Руководитель разработчиков ФЦП «Юг России» и «Дальний Восток и Забайкалье».

## Звания, награды и премии
- Первооткрыватель месторождений СССР.
- Заслуженный работник высшей школы.
- Отличник разведки недр.

## Членство в организациях
- КПСС, неоднократно избирался членом бюро Кировского райкома КПСС города Ростова-на-Дону.
- Депутат Ростовского городского совета.
- 1991 — Академик РАЕН.